# Podarcis lilfordi carbonerae
Podarcis lilfordi carbonerae és una subespècie de la sargantana gimnèsia que habita l'illa des Carbó de la costa Nord de Menorca. És un illot situat a l'entrada del Port d'Addaia, al nord-est de Punta de Mongofre i al sud-oest de l'illa Addaia Gran. En realitat, és una parella d'illots molt propers, el més petit dels quals és es Carbonet i el de majors dimensions es Carbó. La profunditat màxima que separa els illots de la costa és d'uns dos metres, cosa que
indica un recent aïllament. La superfície amb vegetació des Carbó no supera els 2000 m². En un informe elaborat per la
Direcció General d'Ordenació del Territori i Medi Ambient de la Conselleria d'Obres Públiques i Ordenació del Territori del Govern
Balear sobre els illots costaners de les Balears apareix una descripció des Carbó i de l'illot adjacent i fragmentat en dos, als que es denomina genèricament com Llosa de Na Macaret o Illes des Carbó. En dit informe no es fa esment de l'existència de Podarcis lilfordi!
És de mida mitjana; coloració marronosa (a diferència de les de la veïna illa d'Addaia Gran). La regió ventral és gris uniforme
o gris barrejat amb tons salmonats, tant en mascles com en femelles. Així mateix, la zona gular és majoritàriament grisa, pigallada
amb taques negrenques irregulars i, en molts casos, amb tons rosats o ferruginosos. Coll més ample que el cap. Elevat nombre d'escates dorsals, gulars, collars, i ventrals.

## Estat de conservació
Està protegida pel Reial Decret 439/1990, per la Directiva Hàbitat i pel Conveni de Berna. Malgrat això, és una espècie que es troba en situació de perill d'extinció: viu en un hàbitat molt reduït i molt hostil (tot i la protecció d'Addaia Gran, la seva baixa alçada la fa molt vulnerable als temporals de tramuntana que poden acabar definitivament amb la població) i tot i la protecció genèrica que gaudeix el desconeixement del seu hàbitat per part dels organismes competents locals la fa totalment vulnerable al furtivisme dels col·leccionistes científics (que sí que saben on trobar-la).

## Consideracions sistemàtiques/taxonòmiques
Exemplars típics etiquetats per Pérez-Mellado i Salvador (1988) com de l'illa Carbonera (Menorca) topònim de localització incerta fins que en l'any 2002 s'ha descobert que corresponien de la població de sargantanes que hi ha a l'illa des Carbó. Una publicació recent explica aquest redescobriment.